# Jakub II. z Windisch-Grätze
Jakub II. z Windisch-Grätze (německyJacob II von Windisch-Graetz, Freiherr von Windisch-Graetz, 1524 – 29. března 1577 ) byl rakouský šlechtic z rodu Windischgrätzů, od roku 1551 sbobodný pán, pán z Windisch-Graetze (dnes Slovenj Gradec) ve Štýrsku.

## Původ a název

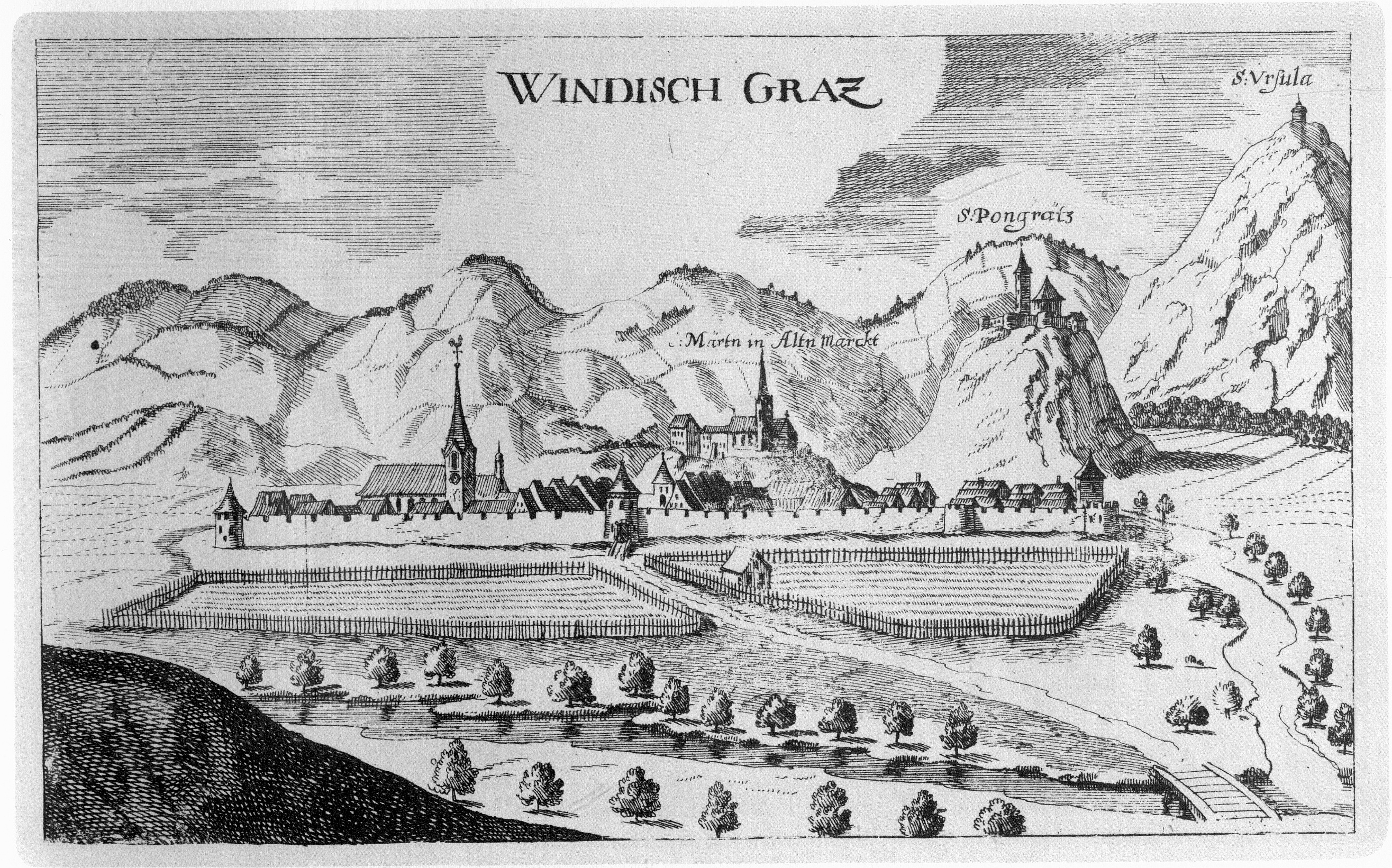
Windisch-Graz/Slovenj Gradec (kolem roku 1681)

Byl nejmladším z osmi dětí Siegfrieda z Windisch-Grätze († 1541) a jeho manželky Afry Grassweinové († 1553), dcery Viléma Grassweina (* asi 1459) a Afry Winklerové (* asi 1463). 
7. července 1551 král a pozdější císař Ferdinand I. povýšil Jakuba a jeho staršího bratra Šebestiána (1517–1579) a také jejich bratrance Erasma II. († 1573/1575) a Pankráce (1525–1591) do hodnosti svobodných pánu. 18. května 1822 rod získal knížecí titul.

### Manželství a potomstvo
Jakub II z Windisch-Grätze se 2. března 1558 oženil s Annou Marií z Welzer-Eberscheinu († 14. října 1580), vdovou po Kryštofovi z Kevenhüller-Aichelbergu (* 24. prosince 1503 – 3. dubna 1557), dcerou Mořice IV. z Welzer-Eberscheinu (1500–1555). Manželé měil pět dětí:  
- Vilém (* asi 1559 – 1610), sbobodný pán, od 22. října 1581 ženatý s Barborou Alžbětou Koloničovou z Kologradu, dcerou Kryštofa z Kolonics a Anny z Herbersteinu; měli pět dětí
- Viktor († 1594)
- Felicitas z Windisch-Grätze (1560 – 31. prosince 1615, Laxenburg ), od 20. dubna 1578 provdaná ve Štýrském Hradci za Wolfganga Zikmunda z Auerspergu (1545 – 18. listopadu 1598)
- Adam (* 1560)
- Jan II. (* 1561 – 31. prosince 1589), sbobodný pán, ženatý od roku 1584 s Alžbětou z Ernau. Měli tři syny.